# メーテーン郡
座標: 北緯19度7分19秒 東経98度56分37秒 / 北緯19.12194度 東経98.94361度
メーテーン郡（メーテーンぐん）はタイ北部・チエンマイ県にある郡（アムプー）である。

## 名称
メー・テーンとは郡内を流れる川のことで「テーン川」と訳すことができる。テーン川とは「瓜の川」と言う意味で上流のウィエンヘーン郡からこの郡に流れ込む川のことである。これは、伝説によれば上流の現在のウィエンヘーンにブッダが立ち寄った際、阿難陀尊者が住民から喜捨されたスイカの皮をブッダのために剥き、この川に捨てたからであると伝えられる。

## 歴史
1875年、タムボン・バーンパオにインタウィチャヤーノンの命で、クウェーン（郡の旧称）・バーンパオムアンケーンが設置された。1892年、郡庁がタムボン・クートチャーンのムアンクート村に移動し、クウェーン・ムアンクートと改称された。2年後、再び郡庁がタムボン・インタキンに移動されクウェーン・ムアンケーンと呼ばれることとなった。さらに2年後、今度はタムボン・メーテーンのメーカ村に郡庁が移動しクウェーン・メーカと呼ばれた。
1907年、郡庁がタムボン・サンマハーポンのラオ村に移動し、郡の呼称をクウェーンからアムプーに変え、サンマハーポン郡（アムプー）が成立した。その後、1939年に郡の名称がメーテーンへと変更された。

## 地理
郡の主要な河川はテーン川、ピン川で、同河川が形成した平地に市街地がある。郡の東と西は山岳地帯となっている。また郡の西にクンカーン国立公園が位置する。
交通は南北に国道107号線が通っており北にファーン方面、南にチエンマイ方面とつながっている。国道1001号線が東に、1095号線が西に延びており、それぞれプラーオ方面、メーホンソーン方面とつながっている。

## 経済
郡内の主な産業は農業と畜産である。主な生産品は、コメ、ダイズ、ラッカセイ、タバコ、サトウキビ、ロンガン、レイシ、マンゴー、ニンニク、ジャガイモ、チャノキ、コーヒーノキ、トウガラシ、ワタ、キャベツ、牛肉、牛乳、スイギュウ、ブタ、ガチョウ、ニワトリである。

## 行政区分
郡は13のタムボンに分かれ、さらにその下位に128の村（ムーバーン）がある。自治体（テーサバーン）があり、以下のようになっている。
- テーサバーンタムボン・サンマハーポン・・・タムボン・サンマハーポン、タムボン・キーレックの一部
- テーサバーンタムボン・ムアンケーンパッタナー・・・タムボン・チョーレーの全体およびタムボン・インタキンの一部

また、郡内には11のタムボン行政体（オンカーンボーリハーンスワンタムボン）
1. タムボン・サンマハーポン・・・ตำบลสันมหาพน
2. タムボン・メーテーン・・・ตำบลแม่แตง
3. タムボン・キーレック・・・ตำบลขี้เหล็ก
4. タムボン・チョーレー・・・ตำบลช่อแล
5. タムボン・メーホープラ・・・ตำบลแม่หอพระ
6. タムボン・ソッププーン・・・ตำบลสบเปิง
7. タムボン・バーンパオ・・・ตำบลบ้านเป้า
8. タムボン・サンパーヤーン・・・ตำบลสันป่ายาง
9. タムボン・パーペー・・・ตำบลป่าแป๋
10. タムボン・ムアンカーイ・・・ตำบลเมืองก๋าย
11. タムボン・バーンチャーン・・・ตำบลบ้านช้าง
12. タムボン・クートチャーン・・・ตำบลกื้ดช้าง
13. タムボン・インタキン・・・ตำบลอินทขิล